# Ciconio
Ciconio (Sicheugn in piemontese) è un comune italiano di 365 abitanti della città metropolitana di Torino in Piemonte.

## Società

### Evoluzione demografica
Abitanti censiti

## Amministrazione
Di seguito è presentata una tabella relativa alle amministrazioni che si sono succedute in questo comune.
| Periodo        | Periodo        | Primo cittadino    | Partito                         | Carica  | Note  |
| -------------- | -------------- | ------------------ | ------------------------------- | ------- | ----- |
| 20 giugno 1985 | 22 maggio 1990 | Felice Delaurenti  | Democrazia Cristiana            | Sindaco | [ 6 ] |
| 22 maggio 1990 | 24 aprile 1995 | Valter Delaurenti  | lista civica                    | Sindaco | [ 6 ] |
| 24 aprile 1995 | 14 giugno 1999 | Valter Delaurenti  | -                               | Sindaco | [ 6 ] |
| 14 giugno 1999 | 14 giugno 2004 | Pier Franco Melis  | lista civica                    | Sindaco | [ 6 ] |
| 14 giugno 2004 | 8 giugno 2009  | Pier Franco Melis  | lista civica                    | Sindaco | [ 6 ] |
| 8 giugno 2009  | 26 maggio 2014 | Fabrizio Ferrarese | lista civica                    | Sindaco | [ 6 ] |
| 26 maggio 2014 | 27 maggio 2019 | Fabrizio Ferrarese | lista civica Ancora per Ciconio | Sindaco | [ 6 ] |
| 27 maggio 2019 | in carica      | Fabrizio Ferrarese | lista civica Ancora per Ciconio | Sindaco | [ 6 ] |